# تل کجوری
تل کجوری مربوط به دوره ساسانیان است و در شهرستان مرودشت، بخش مرکزی، دهستان کناره، روستای رشمیجان، جاده رشمیجان به مرودشت واقع شده و این اثر در تاریخ ۳۰ بهمن ۱۳۸۶ با شمارهٔ ثبت ۲۰۸۹۵ به‌عنوان یکی از آثار ملی ایران به ثبت رسیده است.